# I.O.I.O / Then You Left Me
Az I.O.I.O / Then You Left Me a Bee Gees dalai, amelyek a Cucumber Castle albumon jelentek meg. Szerzőik: Barry és Maurice Gibb. A dalokat kislemezen 1970-ben adták ki, és sikert arattak az európai slágerlistákon. Az „I.O.I.O” a rajongók kultikus kedvence lett, és bekerült a Best of Bee Gees Vol 2 albumba.

## Közreműködők
- Barry Gibb – ének, gitár
- Maurice Gibb – ének,  gitár, zongora, basszusgitár
- Colin Petersen – dob
- stúdiózenészek

## A lemez dalai
- I.O.I.O  (Barry és Maurice Gibb) (1968), mono 2:51, ének: Barry Gibb, Maurice Gibb
- Then You Left Me (Barry és Maurice Gibb)  (1969), mono  3:11, ének: Barry Gibb, Maurice Gibb

## Top 10 helyezés
- I.O.I.O : #6.: Németország, Spanyolország, Új-Zéland #9.: Hollandia

## A kislemez megjelenése országonként
- Amerikai Egyesült Államok, Kanada Atco 45-6752